# Cold Meat Industry
Cold Meat Industry – szwedzka, niezależna wytwórnia płytowa założona przez Rogera Karmanika w 1987 r.
Od początku istnienia promuje projekty prezentujące awangardową muzykę z kręgu industrial, harsh, dark ambient, neofolk, noise czy też power electronics.

## Artyści związani z CMI
- Arcana
- Beyond Sensory Experience
- Brighter Death Now
- Deutsch Nepal
- In Slaughter Natives
- Mz.412
- Ordo Rosarius Equilibrio
- Puissance
- Raison d’être
- Rome
- Sephiroth

## Pododdziały
- Cruel Moon International
- Death Factory
- Pain In Progress
- Sound Source